# Austrolycopodium alboffii
Austrolycopodium alboffii är en lummerväxtart som först beskrevs av Rolleri, och fick sitt nu gällande namn av Josef Holub. Austrolycopodium alboffii ingår i släktet Austrolycopodium och familjen lummerväxter. Inga underarter finns listade i Catalogue of Life.